# 東京鬼祓師 鴉乃杜學園奇譚
『東京鬼祓師 鴉乃杜學園奇譚』（とうきょうものはらし からすのもりがくえんきたん）は、2010年4月22日にアトラスより発売されたPlayStation Portable用学園伝奇ジュブナイルゲームソフトである。
九龍妖魔學園紀と比較されるがキャラデザ以外、監督、メインプランナー、メインシナリオライター、作曲家など九龍開発主要スタッフが関わっていない。

## 作品解説

### ゲームシステム
学園ジュブナイルADV+RPGで、学園での日常ドラマと戦闘などの非日常部分の二部構成（「シナリオパート」「自由移動パート」「ダンジョン探索パート」）を一話とし、これの繰り返しで全体の物語を紡ぐという構造自体は他の学園ジュブナイル伝奇作品に似ており、今井秋芳が考案し東京魔人學園剣風帖で初めて採用された感情入力システムと呼ばれるシステムも流用している。また戦闘についても、九龍妖魔學園紀のシステム探索パートと類似している。
この作品では友情を深めすぎるとクリスマスイベントを見られないのではなく、友情値がイベントの条件になってないだけである（例えば、飛坂は愛情値のみが影響する）。また、好感度ばかりに気をとられていると、分岐点によっては最終話に行けないこともある。
キャラクターごとの個別エンディングはない代わりに、バッドエンド（二種）が存在する。バッドエンドでは第九話で終了し、条件を満たしていれば最終話へ進める。なお、一度クリアしたデータで二周目を始めたならば、最終設問が直接の分岐となり、感情入力によるフラグは不問となる。 ダンジョンパートは、パズル要素のある謎解きと、アクションポイント性の戦闘を行う。遠隔攻撃はアナログスティックで狙いをつけて単体攻撃となる反面、HPの少ない弱点をねらい撃てる。近接攻撃は、武器ごとに異なる効果範囲内をまとめて攻撃できるシステム。  異なる点は、回収した呪言花札を、設置式のトラップとして利用できたり、武器防具の強化パーツに出来る点が上げられる。特定の武器と花札を組み合わせることで、特殊武具に変化する。爆発物による壁の破壊は無くなったかわりに、秘法眼で隠しドア等を見つけるシステムとなっている。

### シナリオ
プロローグに登場するメンバーには秘法眼と呼ばれる呪言花札や隠された物を見ることができる目を備えているが、1話以降からの登場人物には秘法眼を持たない。
一般人は花札を持ち続けると花札に取り込まれてしまい、隠人となってしまうのである。花札に憑かれた仲間達の隠人からの解放と、「札憑き」と呼ばれる仲間たちの期間限定能力を駆使して、花札を回収していく。そして、花札を回収した先の未来には何があるのかが、この作品のテーマである。

#### 各話タイトル
各話のサブタイトルには全て季語が入っており、その話で攻略する洞の季節と対応している。
- プロローグ
- 第壱話『稲妻の転校生』〔秋〕
- 第弐話『六道参の剣士』〔秋〕
- 第参話『東風の使者』〔春〕
- 第四話『陽炎の魔女』〔春〕
- 第伍話『啓蟄の刻』〔春〕
- 第六話『埋火の恋』〔冬〕
- 第七話『帰花の矜持』〔冬〕
- 第八話『玉響の未来』〔夏〕
- 第九話『黒南風の御先』〔夏〕
- 最終話『札紬の大団円』

### あらすじ
何者かによって封印を破られた"呪言花札"と呼ばれる紙片を回収するために、新宿・鴉乃杜學園に転校してきた主人公。
転校してきた矢先に幽霊騒ぎが起こり、仲良くなった同級生達と共に幽霊の出現場所を調査すると、そこに怪しい洞窟"洞（うろ）"を発見するのだが…。

## 登場人物

### 主要人物
七代 千馗（しちだい かずき）（名前変更可能）
本作の主人公。図書館で配られたアンケートにより、秘法眼を見出される。
封札師認定試験に合格し、日本OXAS（国立国会図書館収集部特務課）から呪言花札（カミフダ）回収の任務で鴉乃杜學園に転校することになる。
札に憑かれた燈治と弥紀を救う為に白の力に手を差し伸べ、「執行者」として呪言花札を操り、封印する力を手に入れる。
プレイヤー＝主人公という位置づけの為か、ゲーム本編では容姿は明かされない。OPアニメや攻略本の表紙絵などでは黒髪の男子生徒として描かれている。
白（まお）
声 - 沢城みゆき
呪言花札の番人である白札。少女の姿にも白い鴉にも変身する。古めかしい衣服を着込み、高圧的な言動をとる。好きなものはジャンクフード。苦手なものは子供。
ある手違いから主人公を「執行者」と認めてしまい、不本意ながら行動を共にする。

### 仲間となる人物

#### 日本OXAS
雉明 零（ちあき ぜろ）
声 - 浜田賢二
養成科3年A組。主人公やいちると共に、封札師認定試験に参加した謎の少年。血液型はO型。普段から無口、というより会話が乏しい。落語研究部所属。好きなものは焼きそばパン。苦手なものは誰もいないところ。
試験終了直後に行方をくらますが、物語を進める内に謎が明らかになるキーパーソン的存在。
武藤 いちる（むとう いちる）
声 - 戸松遥
養成科3年C組。主人公や雉明零と共に、封札師認定試験に参加した少女。血液型はB型。明るく行動的だが秘法眼のせいで、過去にいじめにあった経験を持つ。総合格闘技研究会所属。好きなものは体を動かすことと食べること。苦手なものは難しいこと。
試験に合格するものの知識面に不安を抱え、京都で補習を受けることになり、後で主人公と合流することになる。

#### 鴉乃杜學園
壇 燈治（だん とうじ）
声 - 間島淳司
主人公と同じ3-2所属。血液型はA型。ケンカ沙汰が多く周りからやや浮いている存在だが、硬派で古風な昔気質な性格。ケンカも自分からふっかける事はなく、正当防衛がほとんど。中学時代は野球部だったが、高校では帰宅部。好きなものは屋上と野球。苦手なものは卑怯。
仲良くなった人間には甘いところがあり、漢気がある。性格上、気の強い女性に目を付けられることが多い。長英の祖父の道場に通っていたことがあり、長英とは幼なじみ。遅刻、脱走（自主早退や校外での昼食）の常習者であるため、生徒会、ひいては飛坂に要注意人物として常時マークされている。
穂坂 弥紀（ほさか みのり）
声 - 藤村歩
主人公と同じクラスの少女。心優しい性格をしている天然系キャラ。合唱部の部長で、血液型はA型。ただし、一度決めたことは貫き通す頑固さも持ち合わせている。好きなものは料理と土いじり。他のメンバーが超人並のせいで、運動は得意ではない様に見えるが、ロープ一本で上り下りするしかない秋の洞を出入りできるあたり、体力は十分あると言える。母親と2人暮らし。
巴とは親友。怪談を含めた不思議なことが好きという一面がある。
飛坂 巴（とびさか ともえ）
声 - 遠藤綾
3-1所属。主人公の隣のクラスの生徒で、現鴉乃杜學園生徒会長。コードネームはビッグマム。生徒会の実働班をフォネティックコードで呼び、遅刻者脱走者を取り締まる。燈治をして「ウチの生徒会なんかおかしくないか」と言わしめる統治力を見せる。血液型はO型。弥紀とは一年の頃からの親友。面白いことが大好きで、退屈と脚がいっぱい付いた虫が苦手。
思い立ったら迅速・徹底的にという性格で、頭の回転も良いが、冷静沈着よりも好奇心の方が勝っている。燈治とは何かと衝突する、いわゆる犬猿の仲。
宍戸 長英（ししど ながひで）
声 - 蓮池龍三
2-2所属。主人公より一学年下で剣道部の部長。血液型はB型。祖父が司箭貫心流の流れを汲む流派の剣術道場の師範である。広島弁で喋り、常に四葉のクローバーを咥えている。昔、道場に通って来ていた燈治を兄貴分と慕う。団結を重んじており、優柔不断が嫌い。
蒐とは、結構気が合うのか、浮き気味な蒐を気遣ってか、よく一緒にいる。礼儀正しいが、思い込みすぎる・熱血すぎるのことが、かえって暑苦しい性格にさせている。なのだが、妙なところで弱気になる一面も。
宝方 蒐（たからかた しゅう）
声 - 梶裕貴
長英のクラスメイトで四角マニア。部員数は不明だが、四角研究会の部長を務める。四角いからカードが好きなのであって、カードが好きだから四角が好きな訳ではない。血液型はO型。普段は人の輪に入らないのだが、四角い物の話題が出るとどこからともなく現れるため「四角の話をしてると、来るわよ」とまで言われる。購買のおばちゃんによれば、食パンとマーガリン（のキューブ）を購入しており、ないとがっくりと肩を落としてしまうのが可哀想で、蒐の為だけに仕入れていると言う。長英によると、怒らせると怖いらしい。
巴には生徒会の仕事絡みで重宝されている。手袋と紙袋のような覆面を常時しており、素顔を見た者はいない。が、特に秘密にしている訳ではない。
ドラマCDでは覆面が吹き飛ばされ、彼の素顔が露わにされる場面がある。ちなみに、覆面は、「イエス！サブリミナル」と言うホビーショップの紙袋を加工した物。

#### 寇聖高校
香ノ巣 絢人（こうのす あやひと）
声 - 中村悠一
普通科3年E組。仏道研究会所属。血液型はB型。実家は著名な華道の本家だが、家元は娘が継ぐしきたりらしく、家督争いからは浮いた存在になっている。噂になるほどの有名な情報屋だが、「女性にぶってもらう」のが歓び。という変態性癖を持つため、女性が依頼者の場合はそれを報酬として求める美青年。
刹那主義で、他人に深入りはしないが、なぜか輪にだけは深入りし、実質、彼女の保護者になっている。
鬼丸 義王（おにまる ぎおう）
声 - 杉田智和
帝王科2年A組。鬼印盗賊団のリーダー。血液型はB型。盗賊団のマークの入ったバンダナをつけ、海賊の船長のジャケット風に改造した制服を羽織っている。武器はトンファーを使う。豪放磊落な性格だが、己の美学は貫く。覇道部所属。ぬるま湯が嫌い。お宝を集めるのが趣味で、手に入らないものはないと自負している。花札を狙うのもその一つ。
鹿島 御霧（かしま みぎり）
声 - 寺島拓篤
情報戦略科3年B組。血液型はB型。鬼印盗賊団の情報収集、戦略担当。弓道部所属。権力を好み、無計画を嫌う。弓の腕前は超一流で、遠距離から花札を射貫くことすら可能なほど。
冷静かつ慇懃無礼な態度だが、義王とアンジーがあまり話を聞かないため、よく振り回されている。アンジーからは「ミギー」と呼ばれているが、その都度「ミギーと呼ぶな」と言うのがお決まりの掛け合いとなっている。
アンジー・D（アンジェラ・ドロシー・オルフェン）
声 - 高森奈緒
海外選抜科3年A組。スペイン人とイギリス人のハーフ。血液型はAB型。神秘術同好会所属。家族とダンスを愛し、納豆入りオムレツを嫌う。スペインから鴉乃杜學園に転校してきたと言う触れ込みの謎の美少女だが、正体は鬼印盗賊団の紅一点で魔女。花札を手に入れる前から、魔法は使えていたようである。魔女というか占い師、呪い師の祖母に育てられており、祖母の苦境を打開する力として花札を求めている。
大人びた容姿に反して、天真爛漫な少女であるが、計算高い一面を持つ。戦隊ヒーローものの悪のヒロインに憧れているせいか、武器は鞭を使い、主人公や東京BMとは、ヒーローと悪の幹部という展開を求める子供っぽさも持っている。

#### 八汎學院
日向 輪（ひむかい りん）
声 - 水原薫
1年兎組。時代劇同好会所属。風魔の流れを汲む旋火流忍者の末裔。血液型はO型。くのいちを嫌い、忍者に憧れを抱いている。女の子が苦手。鎌倉で骨董屋を営む祖父と一緒に暮らしていたが、祖父が何者かに襲われ、仇を取るために八汎学園にやってきた。
北条氏の頃より旋火流は呪言花札の番人であり、祖父はとある人から呪言花札を託され、保護していたが、何物かに強奪されたため、花札を持つ主人公を強奪犯と疑っていた。現在祖父はぎっくり腰で入院中。
嘉門 英雄（かもん ひでお）
声 - 関口英司
3年猪組。英雄同好会所属。自身の通称は「カモン！ヒーロー!」。常に正義の心を燃やし自警団活動も積極的に行っており、子供や年配の方々にも好かれている好青年。筋骨隆々で、巨躯に見えるが身長174cm・体重81kgとあまり大きくない。血液型はA型。実家が大金持ちで、両親の遺産を相続している。「じいや」という執事と二人暮らし。自然と正義と人々の笑顔が好き。「師匠の兄君のそのまた兄君の姉上の又従姉妹が言っていた…」と言うような、長い前置きをするクセがある。
巷で話題のヒーロー「東京BM」とは友人であるらしい。
幸徳寺 要（こうとくじ かなめ）
声 - 野田順子
3年酉組。京都弁で喋る気の強い陰陽師。血液型はA型。茶道部所属。好きなものはたい焼き。機械類の操作に弱いらしく、携帯電話のメールに苦労している。通話は普通に受け取れる。呪言花札を作った賀茂家の直系一族であり、その家系と家業のみを誇りにしていたが、女の身では家督は継げないと言う不満と、本家ではなく分家に呪言花札を一任していると言う不満が募っているところに、部外者である主人公が執行者となったため、当初は主人公にきつく当たっていた。分家の、ひいては執行者の役割を知って考えを改めていく。
道佳とは幼馴染で、道佳曰く通称「かなめん」。
蒲生 道佳（がもう どうかい）
声 - 岸尾だいすけ
3年巳組。美肌部所属。血液型はB型。若くして伝法灌頂を受け阿闍梨となった天才密教僧。であるが、小太りな体型、金髪のゴージャスヘアとコギャルファッションが圧巻の風紀委員長。本人曰く通称「ミカみゅん」で、本名で呼ぶと怒ってしまう。好きなものは綺麗なものと美形男子。嫌いなものは筋肉。ギャル文字を使いこなし、メールもギャル文字で送ってくる。家のしきたりに囚われている要を諭すために女装を始めたと言われているが、本人の趣味という説も否定されていない。
ヅラを外されると風貌が豹変し、厳かな口調で説法を始めてしまう。ちなみに、カツラの下はスキンヘッドである。父親も高位の天台密教僧であるが、仲があまり良くない。

### その他の人物

#### 鴉羽神社
羽鳥 清司郎（はとり せいしろう）
声 - 大塚芳忠
鴉羽神社の神主。血液型はA型。朝子の父親で娘以外はぶっきらぼう。特技は料理。みそ汁は、粉末だしは認めず、出汁から取らないと怒る。卵焼きが好きで目玉焼きは固焼き派。約束が苦手。
OXASの協力者で、主人公の寝泊りを提供してくれるが、一般人の朝子には事情を洩らすなと釘を刺す。
式神を使いこなし、結界の修復維持をOXASに依頼されるほどの術者だが、秘法眼持ちではないため、神使である鍵達の姿を見ることができない。
羽鳥 朝子（はとり あさこ）
声 - 佐藤利奈
鴉乃杜學園の教師で主人公の担任。血液型はB型。朝に極端に弱く、生徒より遅刻が多い。キーパーソンの一人。
幼少期は見えていたが、現在は、父の清司郎と同じく、神使達の姿が見えないのには理由がある。
幼い頃に、母親を病で亡くしている。
鍵（けん）
声 - 井上和彦
鴉羽神社の古株神使（狐）だが、設置されて百年程度で神使としては若い部類。着流し姿で飄々とした青年の姿をしている。油揚げが好きで、酒類は下戸ではないが、「飲めない訳ではない」ぐらいの強さ。鈴の事は「子犬ちゃん」と呼んでからかう。鍵と同時に設置された狛犬は、何らかの事件で破損しており、後任として設置されたのが鈴となる。
ダンジョンパートでは主人公のサポートを行う。
鈴（すず）
声 - 豊崎愛生
鴉羽神社のまだ若手扱いの神使（狛犬）。幼い少女の姿をする。清司郎とは同い年と言うことで、ひそかに張り合っている。饅頭が好きで、辛い食べ物が苦手。語尾に「です」を付ける、いわゆる「なのです」喋りをする。鍵とは逆にかなりの酒豪で、神社に奉納される御神酒は一人で処理しているらしい。
鍵と同様、主人公のサポートをしてくれる。

#### それ以外の人物
牧村 久榮（まきむら ひさえ）
声 - 沢城みゆき
鴉乃杜學園の世界史担当教師。司書教諭でもある。血液型はAB型。口癖は「浪漫」。遅刻常習犯の朝子の代わりにホームルーム等を受け持つのが常態化している。酒好きの愛煙家。現在25回目の禁煙中だがうまくいっていない。
朝子とは親友であり、清司郎とも飲み友達。鷹揚でやる気のない教師のように見えるが、実はもう一つ素性を隠している。
伊佐地 大督（いさち だいすけ）
声 - 大塚明夫
日本OXASの主任で、主人公・零・いちるの上司。血液型はB型。厳しくも優しい性格。筑紫とは防衛大の同期で親しい間柄だったが、自身が自衛隊を辞めて以降、疎遠になっていた。コーヒーが好物で、細かいことは気にしない。子供好き。
封札師認定試験に合格しただけで、ろくな訓練をしていない主人公を任務につけことを気にかけており、後にいちるを引き連れて、バックアップするべく、主人公と合流する。
澁川 源伍（しぶかわ げんご）
声 - 中田譲治
喫茶店「DOG TAG」を経営している寡黙なマスター。血液型はA型。裏では情報依頼の請負をしており、話しかけるとクエストが受けられる。静かな時間を好んでいる。愛情のないコーヒーを嫌っている。伊佐地・筑紫とは古い馴染みで、常連客以上の間柄。
バセットハウンドのカナエさんとマスター特製のフレンチトーストが店の名物。カナエさんもただのペットではなく、客を席に案内したり、メニューを運んだり、主人公に当たりそうになった矢文を弾いたりする。ただし、客にフレンチトーストをねだる悪癖がある。
カルパタル・T・シャンカル
声 - 川鍋雅樹
カレー専門店「リグ・マサラ・ヴェーダ」の店長兼料理人で、自称「謎のインド人」。アフロヘアーが特徴。血液型はB型。愛車はワンボックスカーの「ガラムマサラ号」。
カレーについては怪しい物から美味しい物、具材ごとにスパイスの調合を変える本格インドカレーから欧風、そば屋風のカレーまで各種さまざま取り揃えている。カレーガム等の怪しい物にまで手を出す探求心の持ち主だが、レトルトカレーだけは嫌っている。カレーマニアの富樫刑事も心酔するカレー店。カレー屋ではあるが、コネを活かした雑貨類の販売買い取りも行っている。
富樫 花子（とがし はなこ）
声 - 水原薫
新宿警察署の女刑事。血液型はB型。男勝りかつ不正を見過ごさない性格で、街中で喧嘩をする壇をよく注意している。現在は「東京BM」と言うヒーロー活動を行う不審者を追っている。
下の名前を呼ばれることを嫌う。部下の坂口の鈍い行動に苛立ち、怒鳴り散らすことが多い。朝子とは学際時代からの付き合いで、今も茶飲み友達。ドッグタグの常連でもある。
カレーマニアで、カレーの他にチョコレートとコーヒーが好き。怪奇現象が苦手。
筑紫 信維（ちくし のぶゆき）
声 - 星野貴紀
喫茶店にて出会う謎の男。「内閣緊急事態管理室（通称JEMA）」の統括官補佐。伊佐地とは防衛大学の同期で、伊佐地が自衛隊を辞めたため疎遠になっていた。ドッグタグの常連で、渋川とも旧知の仲。
何やら憂いを帯びた雰囲気を持つ。
佐波守 紅緒（さわかみ べにお）
声 - 園崎未恵
物語後半から姿を見せる謎の少女。2年梅組所属（学校は不明）。楼を「兄さま」と慕うが、実の兄弟ではなく、兄弟弟子。刀袋に入れて真剣を持ち歩いており、剣の腕前は達人級。
ペットのモモンガ・月舟（つきふね）といつも行動を共にし、主人公の動向を観察している。敬愛する兄の手助けをすることを至上としているが、兄が兄でなくなっている事は察しており、それが迷いとなっている。
楼 万黎（たかどの ばんり）
声 - 安元洋貴
物語の後半にて、主人公の前に現れる白い制服を着た男。筑紫に花札をもたらす等、今回の事件の発端であり黒幕。秘儀を伝授されし者＜＜イニシエ＞＞として、高次世界の存在と化しており、人間性は消えている。

## 主要スタッフ
今作の開発スタッフは主に九龍妖魔學園紀の製作スタッフが参加している。
- ディレクター：遠山博一
- シナリオ：川嵜暁
- キャラクターデザイン：齋藤晋
- 音楽：土屋憲一、喜多條敦志

## 主題歌
OPテーマ「キリフダ」
作詞：定形倫 / 作曲：土屋憲一 / 歌：武藤いちる（戸松遥）
EDテーマ「誘の訴」
作詞：定形倫 / 作曲：喜多條敦志 / 歌：武藤いちる（戸松遥）

## メディア展開

### ドラマCD
6月23日に第壱巻、7月22日には第弐巻がフロンティアワークスから発売されている。
ゲーム開発スタッフ書き下ろしのオリジナルストーリーが展開される。

### 漫画
義王を主人公に据えたサイドストーリー『東京鬼祓師 鴉乃杜學園奇譚 -萩の時雨-』が『電撃「マ）王』2010年8月号から短期集中連載されている。原作 - アトラス、作画 - 轟斗ソラ。

### 小説
矢吹ましろにより一迅社文庫アイリスにて2010年10月20日小説が発売された。

### TRPG
朱鷺田祐介の監修で西上柾の著により齊藤晋のビジュアライズのもと、TRPGがintegralから発売された。
- 東京鬼祓師　鴉乃杜學園奇譚TRPG　ルールブック基本編　2011年3月19日発売
- 東京鬼祓師　鴉乃杜學園奇譚TRPG　ルールブック上級編　2011年3月19日発売
- 少年揺籃 Replay:東京鬼祓師 鴉乃杜學園奇譚TRPG　2011年8月26日発売